# Earth Orbit Rendezvous

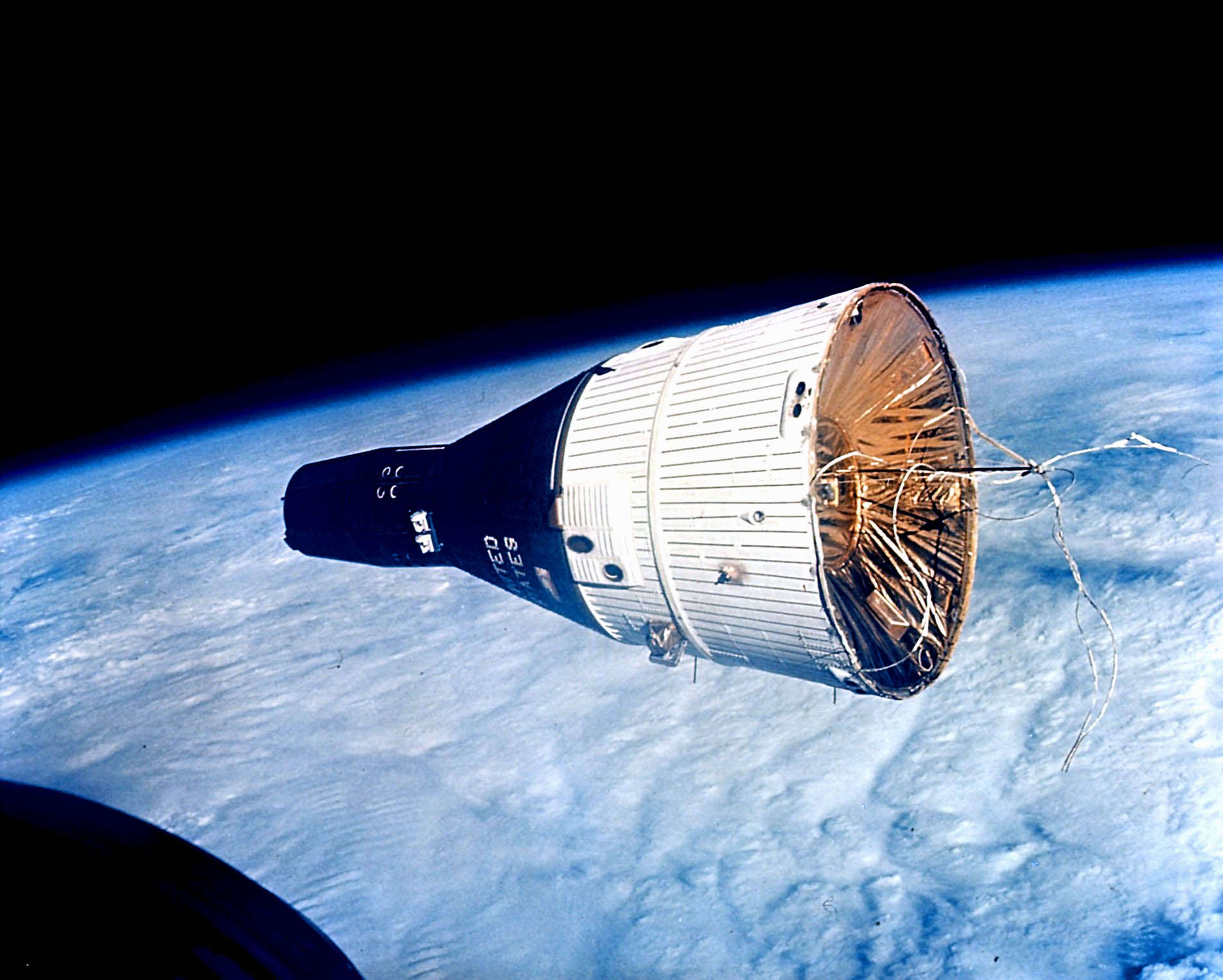
Gemini 7 1965 fotografiert von Gemini 6 während des Earth orbit rendezvous.

Das Earth orbit rendezvous (EOR) ist eine  Form des Raumfahrt-Rendezvous zur Durchführung von Hin- und Rückflügen zwischen Erde und andern Himmelskörpern. Es könnte beispielsweise dafür verwendet werden, um translunare Raumfahrzeuge in einer erdnahen Umlaufbahn zusammenzubauen, möglicherweise auch zu betanken und erst dann zum Mond zu fliegen. EORs wurden für das Apollo-Programm der NASA der 1960er und 1970er Jahre in Betracht gezogen und letztendlich zugunsten des Mondumlaufbahn-Rendezvous (LOR) verworfen, vor allem, weil Letzteres kein Raumschiff benötigte, das sowohl auf dem Mond landen als auch auf der Erde wassern konnte. Drei Jahrzehnte später sollte es für das Constellation-Programm verwendet werden, bis das Programm im Oktober 2010 eingestellt wurde.

## Earth orbit rendezvous im Gemini-Programm
Ein Rendezvous mit gesteuerten Raumschiffen wurde erstmals im Dezember 1965 mit Gemini 6 und Gemini 7 durchgeführt. Das  erste Rendezvous mit Kopplung erfolgte durch Gemini 8, das im März 1966 an ein Agena Target Vehicle (ATV) dockte. Kopplungen dieser Art in der Erdumlaufbahn wurden bei allen folgenden Gemini-Missionen und mit Apollo 9 durchgeführt.

## Apollo

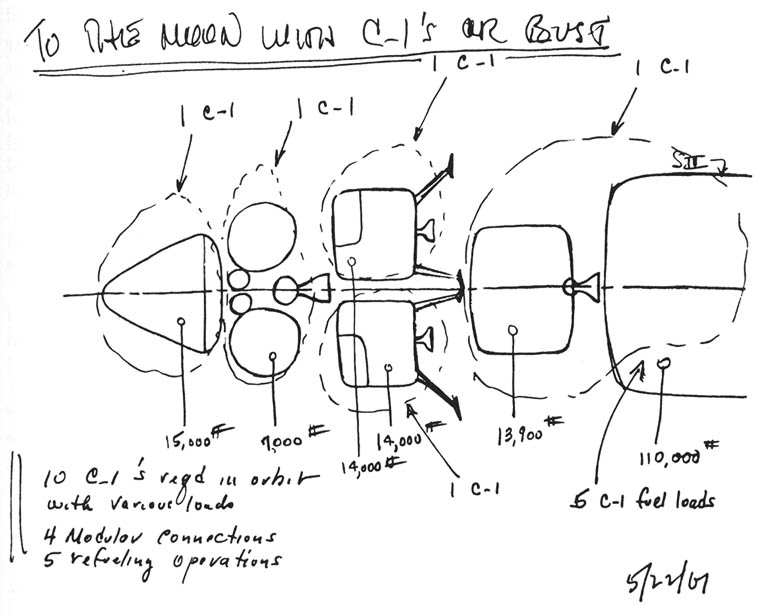
Im Jahr 1961 schätzte man, dass man zehn Starts der Saturn C-1 benötigte, um einen Mondflug aus der Erdumlaufbahn zu starten

Der EOR-Vorschlag für Apollo bestand darin, mit einer Reihe kleiner Raketen, die halb so groß wie eine Saturn V sein sollten, verschiedene Komponenten eines Raumschiffs auf den Mond zu bringen. Experimente des Projekts Gemini, die das Andocken an das Agena-Zielfahrzeug umfassten, wurden teilweise entwickelt, um die Durchführbarkeit dieses Programms zu testen.

## Constellation
Eine Wiederbelebung erfuhr die EOR-Methode für das Constellation-Programm als Earth Departure Stage (EDS) und für die Landefähre Altair (LSAM), welche auf der Rakete Ares V in eine erdnahe Umlaufbahn gebracht werden sollten. Das EDS und Altair hätten sich mit dem separat gestarteten Orion (CEV) getroffen. Sobald sie sich in einer erdnahen Umlaufbahn befunden hätten, wären die drei zum Mond geflogen und die Orion/Altair-Kombination hätte ein Mondumlauf-Rendezvous-Manöver geflogen.